# Den starkaste
Den starkaste è un film del 1929 diretto da Alf Sjöberg e Axel Lindblom.